# Obertürkheim
Obertürkheim, Stuttgart-Obertürkheim – okręg administracyjny (Stadtbezirk) w Stuttgarcie, w kraju związkowym Badenia-Wirtembergia. Liczy 8 081 mieszkańców (31 grudnia 2011) i ma powierzchnię 5,46 km².